# Акт про придушення богохульства та безбожності
«Акт про дієвіше придушення богохульства та безбожності» (англ. An Act for the more effectual suppressing of Blasphemy and Profaneness) — закон англійського парламенту, ухвалений 1697 року, за короля Вільгельма III Оранського. Дія закону поширювалася на Англію й Уельс, у Шотландії були свої, суворіші закони — того ж 1697 року в Единбурзі за заперечення Трійці та інших релігійних доктрин було страчено через повішення 20-річного студента Томаса Ейкенхеда.

## Зміст закону
Закон встановлює, що будь-яка людина, яка вихована в християнській релігії або сприйняла її, вчиняє злочин, якщо вона пише, проповідує, вчить або рекомендує комусь заперечення Святої Трійці, або заявляє, що існує більше одного Бога, або заперечує істинність християнства, або заперечує Божественний авторитет Біблії.
Відповідно до цього закону, в разі, коли вказаний злочин скоєно вперше, злочинця позбавляли права обіймати якусь посаду або місце, що потребує довіри. У разі скоєння другого подібного злочину особу, яка вчинила його, оголошували недієздатною, позбавляли права бути опікуном або душоприказником, приймати спадщину або договір дарування, і карали трьома роками позбавлення волі без права звільнення під заставу.

## Історія
Цей закон був спрямований проти антитринітаріїв, деїстів та інших релігійних рухів в Англії, які традиційна англіканська церква вважала радикальними віровідступниками (єретиками), так що дія Акту про віротерпимість (1689) на них не поширювалася. Безпосереднім приводом для прийняття закону стала публікація книги ірландського філософа Джона Толанда «Християнство без таємниць» (1696). Книгу Толанда спалено за вироком суду, а він врятувався втечею до Пруссії.
1779 року Акт про віротерпимість розширено, проте, як і раніше, він виключав терпимість до антитринітаріїв. У частині переслідування антитринітаріїв парламент скасував закон у 1813 році (Unitarian Relief Act), одночасно покарання за богохульство пом'якшено до штрафу. 1967 року, за рекомендацією парламентської комісії, весь закон визнано застарілим і скасовано.
Однак скасування цього закону (як елементу статутного права) не означало повного припинення кримінального переслідування за богохульство та аналогічні злочини, оскільки залишалася можливість порушення таких справ на основі загального права, що й відбувалося періодично (наприклад, у 1971, 1977 та 1992 роках). Остаточне кримінальну відповідальність за богохульство скасовано в Англії та Уельсі 2008 року (Criminal Justice and Immigration Act 2008), в Північній Ірландії — 2009 року. Крім того, випадки богохульства можуть каратися як Порушення порядку. У Шотландії кримінальна відповідальність за цей вид злочинів зберігається донині, хоча не було жодного випадку порушення таких справ після 1843 року.

## Застосування

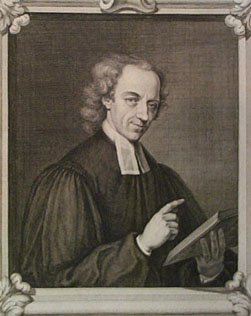
Вільям Вістон

Відомо, що друга Ньютона Вільяма Вістона, його наступника в Кембриджському університеті, 1710 року позбавили професорського звання і вигнали з університету за твердження про те, що віросповіданням ранньої Церкви було аріанство. Сам Ньютон мусив протягом усього життя приховувати свої антитринітарні погляди. Навіть наприкінці XVIII століття знаменитий британський хімік Джозеф Прістлі, який відкрив кисень, наприкінці життя мусив через свої антитринітаристські погляди переселитися до Америки.
Останній випадок застосування закону у Великій Британії трапився в грудні 1921 року, коли Джон Вільям Ґотт опублікував кілька антирелігійних памфлетів. Оскільки це було не перше подібне правопорушення з його боку, Готта, попри наявність у нього серйозної хвороби, засудили до дев'яти місяців важких громадських робіт, і незабаром після звільнення він помер, що викликало скандал у пресі.